# تشب
قرية تشب (بالتشيكية: Cep)‏ أو تريشل (بالألمانية: Trieschel) هي قرية في مقاطعة يندريخوف هرادتس في جمهورية التشيك.